# モホディツァネ
モホディツァネ（Mogoditshane）はボツワナのクウェネン地区の都市である。

## 概要
ハボローネ都市圏の一部を構成する。

## スポーツ
- モホディツァネ・ファイターズ（英語版）